# パウリウス・ジマンタス
パウリウス・ジマンタス（Paulius Žimantas, 2000年10月12日 - ）は、リトアニア出身の空手家である。新極真会リトアニア支部所属。

## 概要
2019年の全ヨーロッパ大会で、一本勝ちを量産して準優勝の成績を残すと、同年秋の第12回世界大会では、二回戦・三回戦で一本勝ちを収め、強烈な印象を残した。

## 選手としての特徴
- 強烈な下突きが武器。

## 実績
- 全ヨーロッパ大会
  - 2019年全ヨーロッパ空手道選手権大会 重量級 準優勝
  - 2022年全ヨーロッパ空手道選手権大会 重量級 準優勝